# 馬汝松
馬汝松（1516年—1567年），字節甫，號禹山，直隸河間府景州東光縣民籍，山西澤州直隸州陵川縣人，明朝政治人物。

## 生平
嘉靖十九年（1540年）庚子科順天鄉試第十七名舉人，二十三年（1544年）中式甲辰科會試第一百八十九名，三甲第一百九名進士。授中書舍人，二十七年（1548年）三月升工科給事中，二十九年（1550年）十二月升兵科右給事中，三十年（1551年）九月升禮科左給事中，三十一年（1552年）五月升工科都給事中，三十五年（1556年）三月考察以不謹冠帶閒住。与杨继盛同科举人，夙称莫道，为名谏臣。河间士大夫称其为清门先生，卒年五十有二，祀乡贤。著有《疏论遗编》、《清门先生诗钞》。 
邑令萧德宣题马禹山遗像诗：一疏寒奸胆，椒山又禹山。同年完大节，异代见奇颜。报国心终赤，归田鬓始斑。至今触邪意，隐约两眉间。

## 家族
曾祖馬進；祖父馬杲；父馬堯輔，封中書舍人。母楊氏。重慶下。